# 你爸是鴿王
《你爸是鴿王》（英語：IOU）是未上映的中國大陸劇情片，由張忠華編導，郭富城、Amy、梁宗耀主演，故事圍繞著一個欠債的故事。

## 演員
- 郭富城[1]
- Amy[1]
- 梁宗耀[1]
- 李俊熙[1]
- 李永紅[1]
- 田學民[1]

## 製作
於2025年3月，網上出現網民拍攝郭富城於西安拍攝電影的影片，郭富城以一身農民的造型演出，一眾網民表示難以辨認他。
最終在幾天後郭富城在個人社交帳號公布電影的詳細資料，並公布導演為張忠華，以電影英文名字「IOU」宣傳電影及推出國際版海報。

## 外部連結
- 豆瓣电影上《你爸是鴿王》的資料 （简体中文）